# Chris David (Fußballspieler)
Christofer „Chris“ David (* 6. März 1993 in Amsterdam, bis 2010 Christofer Gurkan) ist ein niederländischer Fußballspieler aramäischer Abstammung.

## Karriere

### Verein
Als Kind zog der gebürtige Amsterdamer Chris David mit seiner Familie nach Enschede. Dort trat er der Fußballschule des FC Twente Enschede bei, nachdem er zunächst bei Victoria '28 und bei Sportclub Enschede spielte. 2010 nannte er seinen türkischen Geburtsnamen Gurkan in David, dem aramäischen Namen seiner Familie, um. Im Januar 2013 folgte David dem Lockruf des niederländischen Trainers Martin Jol und schloss sich in der englischen Premier League dem FC Fulham, der von Jol trainiert wurde, an. Am 4. Januar 2014 debütierte er in einem Pflichtspiel für die Londoner, als er beim 1:1-Unentschieden in der dritten Runde im FA Cup bei Norwich City durchspielte. Das Debüt von Chris David in der Premier League folgte am 11. Mai 2014, als er beim 2:2 im Stadtduell gegen Crystal Palace in der 23. Minute für Alexander Kacaniklic eingewechselt wurde und in der vierten Minute der Nachspielzeit den Treffer zum Endstand erzielte. Mit dem FC Fulham stieg er aus der Premier League ab, weder im Oberhaus noch in der Football League Championship konnte er sich durchsetzen. Am 31. Januar 2015 wurde David an seinen ehemaligen Verein FC Twente Enschede verliehen. Für die Enscheder kam er zu lediglich zwei Einsätzen in der Eredivisie und spielte ansonsten in der Reservemannschaft. Am 14. August 2015 schloss sich Chris David dem Zweitligisten und Eredivisie-Absteiger Go Ahead Eagles Deventer an. Nach zwei Jahren und verletzungsbedingt acht Einsätzen (ein Torerfolg) schloss er sich dem FC Utrecht an. Für die Utrechter kam er auch aufgrund einer Verletzung nicht zum Einsatz, Spielpraxis sammelte David einzig in der zweiten Mannschaft. Im Februar 2019 zog es ihn nach Südafrika zum Cape Town City FC. Dort löste Chris David im Juli 2020 seinen Vertrag auf und kehrte nach Europa zurück.
Dort trainierte er in Deutschland beim Zweitligaaufsteiger Würzburger Kickers mit und erhielt am 18. Oktober 2020 einen Vertrag. David konnte sich in Unterfranken nicht durchsetzen und absolvierte lediglich sieben Partien; zum Saisonende stiegen die Würzburger Kickers wieder in die 3. Liga ab. Daraufhin verließ er den Verein und war zunächst vereinslos, ehe er einen Vertrag beim SSV Jeddeloh II aus der Regionalliga Nord, der vierthöchsten Spielklasse, erhielt. Chris David erkämpfte sich in der Offensive einen Stammplatz und gab sechs Vorlagen (ein Tor erzielte er selbst), musste aber als Tabellensechster mit seinem Verein in die Abstiegsrunde, wo allerdings als Tabellendritter der Klassenerhalt gesichert werden konnte. Dabei gab er drei Vorlagen und erzielte genauso viele Tore selbst. Im Juli 2022 zog es David in die Türkei zum Viertligisten Mersin Idmanyurdu.

### Nationalmannschaft
Chris David absolvierte von 2009 bis 2010 8 Spiele für die niederländische U17-Nationalmannschaft. In der Folgezeit spielte er mindestens einmal für die U18-Junioren. Von 2011 bis 2012 lief David dann für die niederländische U19-Auswahl auf.